# توني بيرسون
توني بيرسون (30 ديسمبر 1941 في المملكة المتحدة - ) (بالإنجليزية: Tony Pearson)‏ هو لاعب كريكت بريطاني. لعب مع نادي مقاطعة سومرست للكريكت ‏ ونادي جامعة كامبريدج للكريكيت ‏.

## وصلات خارجية
- توني بيرسون على موقع إي آس بي آن كريك إنفو (الإنجليزية)